# Маон, Денис
Сэр Джон Де́нис Маон (англ. Sir John Denis Mahon; 8 ноября 1910, Лондон — 24 апреля 2011, Лондон) — британский коллекционер и историк итальянского искусства эпохи барокко, творчества художников Сальватора Розы, Гверчино и Караваджо.

## Биография
Денис родился в Лондоне в богатой англо-ирландской семье; его отец Джон Фитцджеральд Маон (четвёртый сын сэра Уильяма Вези Росса Маона, 4-го баронета), был членом семьи, которая разбогатела благодаря компании Гиннесс.
После посещения школы Ладгроув Итонского колледжа он перешёл в Крайст-Чёрч Оксфордского университета, где получил степень магистра.
Любитель оперы, Денис решил не заниматься семейным бизнесом, а изучать искусство, проработав год в Эшмоловском музее (одно из четырёх музейных учреждений, действующих при Оксфордском университете) под руководством Кеннета Кларка. Затем Кларк предложил его кандидатуру своему другу Николаусу Певзнеру, который только что присоединился к недавно созданному в 1932 году Институту искусства Курто в Лондоне. Певзнер познакомил Маона с живописью итальянского маньеризма и барокко.
В 1934 году в Париже Маон купил своё первое произведение искусства: картину Гверчино «Иаков, благословляющий сыновей Иосифа» за 120 фунтов стерлингов. Впоследствии он познакомился с Отто Курцем, которого затем часто привлекал в качестве переводчика c итальянского. В конце 1930-х годов они вместе отправились в сталинскую Россию, чтобы изучать картины итальянских мастеров в российских собраниях.
В 1936 году Маон начал многолетнее сотрудничество с Национальной галереей в Лондоне. В качестве куратора он предложил галерее купить картину Гверчино «Илия, вскормленный воронами» из коллекции Барберини в Риме. Однако Кларк, который в то время был директором галереи, посчитал, что убедить попечителей в достоинствах итальянской картины в стиле барокко будет невозможно. В результате Маон решил сформировать свою собственную коллекцию. Позднее он дважды был попечителем Национальной галереи (в 1957—1964 и в 1966—1973 годах). Его деятельность в этой должности имела важное значение в приобретении картин, которые тогда считали «неклассическими».
В 1947 году были опубликованы «Исследования Маона в области искусства и теории сейченто» (Mahon’s Studies in Seicento Art and Theory), серия эссе об итальянском искусстве XVII века.
В 1970-х годах у Маона возникли разногласия с руководством галереи по поводу приобретения новых произведений. В 1990-х годах он пожертвовал всю свою коллекцию из пятидесяти семи произведений искусства различным музеям Великобритании, Национальной пинакотеке в Болонье и Национальной галерее Ирландии в Дублине, Национальной галерее Шотландии в Эдинбурге, музею Фицуильяма в Кембридже и Художественной галерее Бирмингема. Помимо картин из личной коллекции в 2010 году Маон пожертвовал свою библиотеку и архив Национальной галерее Ирландии.
В декабре 2007 года картина, которую Маон купил за 50 400 фунтов стерлингов в предыдущем году (и которая считалась работой анонимного последователя Караваджо), была подтверждена им как настоящий Караваджо. Это ранняя версия картины «Шулеры». Он сделал много других, как удачных, так и спорных атрибуций.
В ноябре 2010 года выдающемуся коллекционеру исполнилось 100 лет. Он умер 24 апреля 2011 года на Кадоган-сквер, 33 в Лондоне.

## Признание
В 1957 году президент Италии наградил Маона медалью за заслуги перед культурой (Benemeriti della Cultura). В 1964 году он был избран членом Британской академии и в 1972 году награждён медалью за итальянские исследования.
В 1967 году Денис Маон стал кавалером Ордена Британской империи и был посвящён в рыцари в 1986 году. В 2002 году удостоен звания Почётного кавалера (Companion of Honour) за заслуги перед искусством и получил почётные докторские степени университетов Ньюкасла, Оксфорда, Рима и Болоньи.
В 1982 году он стал почётным гражданином Ченто (Эмилия-Романья), места рождения живописца Гверчино. В 1996 году избран почётным студентом Крайст-Чёрч в Оксфорде.